# Magyar PEN Club
A Magyar PEN Club 1926-ban alakult meg, a Nemzetközi PEN Club magyar tagozataként.

## Története
A Nemzetközi PEN Clubot 1921-ben alapította Mrs. Dawson Scott. Első elnöke John Galsworthy, az elnökség tagjai pedig H. G. Wells és George Bernard Shaw voltak. Pár évvel később jöttek létre a nemzeti társulások. 1926-ban Radó Antal kezdeményezte a magyar nyelven írók PEN Club-jának megalapítását. A Magyar PEN Club alakuló ülésének elnöke Berzeviczy Albert volt, amely megválasztotta első elnökét Rákosi Jenőt. 1930-tól az elnöke Kosztolányi Dezső volt, az ő munkálkodásának eredményeképpen 1932-ben Magyarországon tartották a Nemzetközi PEN Club kongresszusát. A PEN a „Poets, Essayists and Novelists” rövidítése.

## A Janus Pannonius-díj alapítása

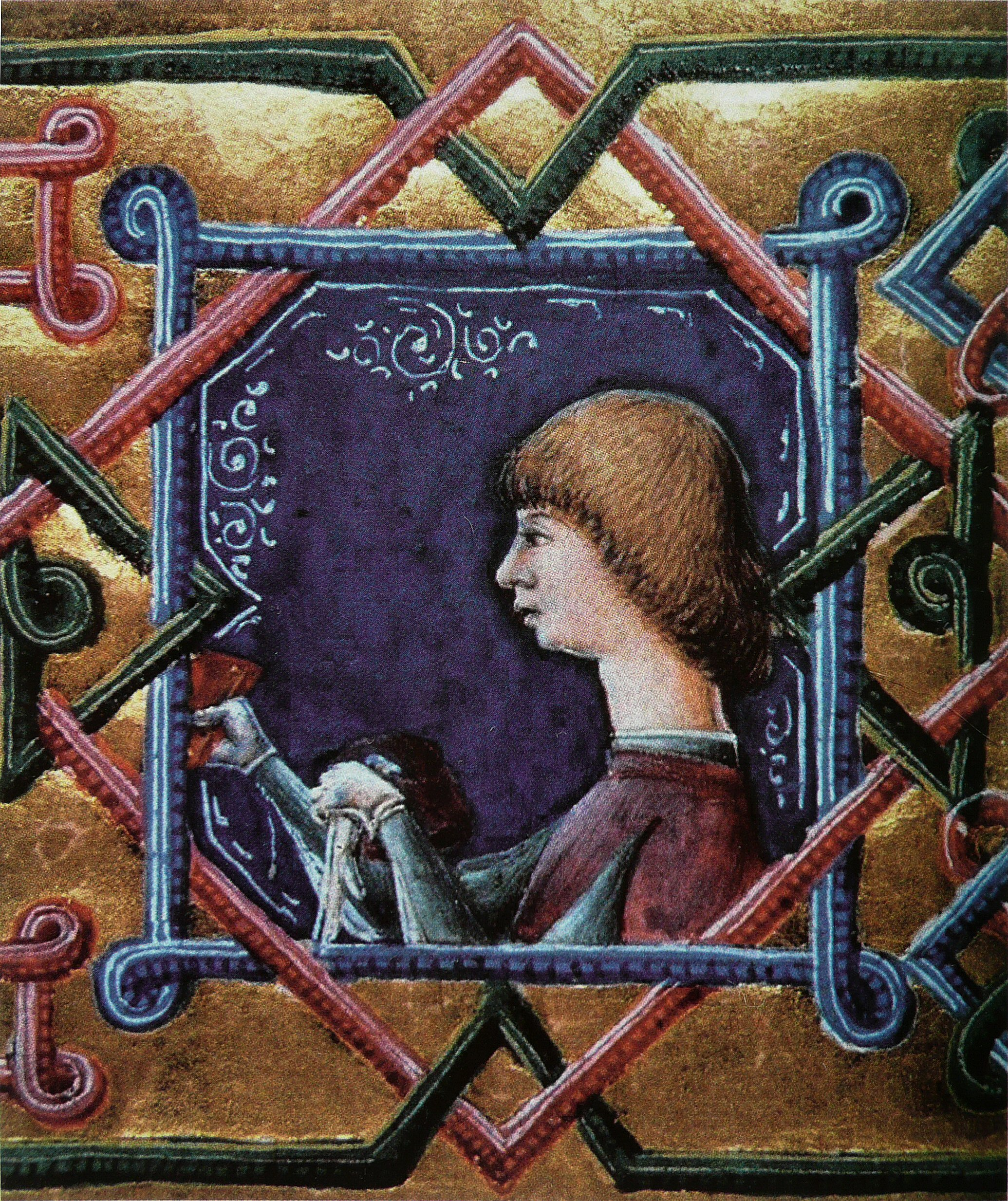
Janus Pannonius

2012 februárjában Szőcs Géza költő, kulturális államtitkár ötletének megvalósításaként a Magyar PEN Club alapított egy nemzetközi irodalmi díjat, a Janus Pannonius-díjat (angolul Janus Pannonius International Poetry Prize), amelyet olyan szerzőnek ítélnek oda, akinek költői életműve illeszkedik az európai kultúra főáramába.

## Kritika
2016-ban a Magyar PEN Club 90. évének alkalmából meghívást kapott a német PEN Club, ami azonban visszautasította a meghívást, mert nyílt levélben megfogalmazott véleményük szerint az általuk több év óta aggodalommal figyelt magyar testvérszervezetük működése felszólalásaival, megnyilvánulásaival nem tesz meg mindent a kirekesztés és a rasszizmus megakadályozásáért, nem áll ki eléggé a kisebbségek és a menekültek jogaiért és védelméért, noha ez a PEN alapokmányában rögzített kötelezettségeiben szerepel. Hozzátették, hogy a PEN elnöke, Szőcs Géza nem lehet egyszersmind a kormányfő, Orbán Viktor tanácsadója is.
Egy napra rá jelent meg Szőcs ellentmondásokkal teli viszontválasza, ebben arról írt, hogy a magyar PEN Club semleges, ezért nem bírálja a kormányzatot, majd hozzátette, hogy Magyarországon nem sérülnek a gondolatszabadsághoz, a lelkiismereti szabadsághoz, a véleményszabadsághoz való jogok, és hogy a cenzúra ismeretlen. Kitért arra, hogy szerinte írót vagy újságírót gondolatai miatt már hosszú ideje nem ér bántódás Magyarországon. Ezen véleménynek azonban ellentmond az Origo főszerkesztőjének a menesztése, miután a hírportál 2014-ben Lázár János miniszter luxushotelügyéről cikkezett, valamint a Népszabadság botrányokkal kísért megszüntetése, amire a lap Matolcsy György MNB-elnök és Rogán Antal fideszes politikus viselt dolgairól történt beszámolói után került sor. Igaz, Szőcs a Népszabadság védelmében többször felszólalt. Az idegengyűlölet eltűrésének vádjára a kormányzat menekültpolitikájával és az érvénytelen 2016-os népszavazásra hivatkozva válaszolt, mely szerint „a magyar társadalom aggódik a fenyegetés miatt, amelyet a migrációval érkező iszlám terrorizmus megerősödése képezhet. A kormány pedig emellett olyan kisebbségi önkormányzati rendszert hozott létre, amihez fogható kevés van a világban.” A saját posztját pedig azzal próbálta igazolni, hogy őt nem mint politikust, hanem mint írót és mint polgárjogi aktivistaként ismert egykori ellenzékit választották meg a magyar PEN Club élére. Ezzel szemben azonban Szőcs már kultúráért felelős államtitkár volt, mikor a szervezet elnöke lett 2011-ben. Szőcs szerint „ha minden ország PEN-szervezetét arra biztatnák, hogy bírálja a saját kormányzatát, nemsokára lángban állna minden a PEN központok körül, ezért ne kiáltsunk ott farkast, ahol nincsen, mert van elég baj amúgy is.”

## A Magyar PEN Club jeles tagjai
- Harsányi Zsolt
- Heltai Jenő
- Hubay Miklós
- Kosztolányi Dezső
- Márai Sándor
- Göncz Árpád
- Görgey Gábor
- Péter Beáta
- Sumonyi Zoltán
- Szőcs Géza
- Kordás Ferenc
- Passuth László